# Hypoplectrus ecosur
Hypoplectrus ecosur là một loài cá biển thuộc chi Hypoplectrus trong họ Cá mú. Loài này được mô tả lần đầu tiên vào năm 2012.

## Phân bố và môi trường sống
H. ecosur có phạm vi phân bố ở Tây Bắc Đại Tây Dương. Loài cá này chỉ được tìm thấy tại 2 vị trí tại vịnh Mexico: ngoài khơi đảo Isla Contoy (phía bắc của bán đảo Yucatan) và rạn san hô Madagascar trên bãi Campeche. Phạm vi phân bố của H. ecosur có thể trải rộng khắp vịnh Mexico và xung quanh Cuba. H. ecosur sống xung quanh các rạn san hô ở độ sâu khoảng từ 3 đến 20 m.

## Mô tả
Mẫu vật có chiều dài cơ thể lớn nhất ở H. ecosur với kích thước được ghi nhận là 10 cm. Cơ thể và đầu của H. ecosur có màu nâu nhạt. Đầu có nhiều đốm xanh ở hai bên mõm; 2 dải màu đỏ sẫm đến nâu xám: một băng qua mắt, một nằm ngang gáy. Có các đường sọc màu xanh lam ở hai bên đầu và ngực. Một khoảng màu nâu sẫm ở giữa thân, dưới các gai vây lưng; phía sau có các đốm tròn dọc theo lưng và cuống đuôi. Vây bụng màu nâu sẫm, có rìa ngoài màu xanh lam. Các vây còn lại vàng nhạt.
Số gai ở vây lưng: 10; Số tia vây mềm ở vây lưng: 14 - 15; Số gai ở vây hậu môn: 3; Số tia vây mềm ở vây hậu môn: 7; Số gai ở vây bụng: 1; Số tia vây mềm ở vây bụng: 5; Số tia vây mềm ở vây ngực: 13; Số vảy đường bên: 52; Số lược mang: 17 - 19.